# Плужниково (Роменский район)
Плужниково (укр. Плужникове) — село,
Галковский сельский совет,
Роменский район,
Сумская область,
Украина.
Код КОАТУУ — 5924184102. Население по переписи 2001 года составляло 23 человека.

## Географическое положение
Село Плужниково находится в балке Холодный Яр — ручей-исток реки Коренецкая, в 4,5 км от левого берега реки Ромен.
По селу протекает пересыхающий ручей с запрудой.

## Экономика
- Овце-товарная ферма (разрушена).